# 北井子镇
北井子镇，是中华人民共和国辽宁省丹东市东港市下辖的一个乡镇级行政单位。

## 行政区划
北井子镇下辖以下地区：
范家山村、徐家坨村、王家坨村、小岗村、北井子村、新海村、临海村、林家村、孙家屯村、石桥村、团山村、海鹰村和獐岛村。